# Cuscuta micrantha
Cuscuta micrantha är en vindeväxtart som beskrevs av Jacques Denys Denis Choisy. Cuscuta micrantha ingår i släktet snärjor, och familjen vindeväxter.

## Underarter
Arten delas in i följande underarter:
- C. m. holwayi
- C. m. latiflora